# 645
Évszázadok: 6. század – 7. század – 8. század
Évtizedek: 590-es évek – 600-as évek – 610-es évek – 620-as évek – 630-as évek – 640-es évek – 650-es évek – 660-as évek – 670-es évek – 680-as évek – 690-es évek
Évek: 640 – 641 – 642 – 643 –  644 – 645 – 646 – 647 – 648 – 649 – 650

## Események

### Európa
- Platón, Ravenna frissen kinevezett bizánci exarkhónja támadást intéz a terjeszkedő longobárdok ellen, de Modena mellett vereséget szenved. Ennek ellenére még ebben az évben visszafoglalja Oderzót.
- Cenwalh wessexi király eltaszítja feleségét, Penda merciai király nővérét, hogy újranősüljön. Penda hadat üzen és elűzi Cenwalhot a trónról; a király három évig Kelet-Angliában talál menedéket.

### Arab Birodalom
- Bizánc nagy, 300 hajóból álló flottát küld Alexandria visszafoglalására. Meglepetésszerű támadással és a lakosság segítségével sikerül legyűrniük a kis arab helyőrséget és hatalmukba kerítik a várost. A Mekkában tartózkodó kormányzót, Amr ibn al-Ászt sietve visszahívják, ő pedig 15 ezres seregével Nikiunál megfutamítja a bizánciakat, akik visszamenekülnek Alexandriába.

### Kína
- Tang Taj-cung császár személyesen indít hadjáratot a koreai Kogurjo ellen, amely megtámadta a kínai szövetséges szomszédját, Sillát. Elfoglalja a Liaotung-félsziget legnagyobb városát, majd megfutamít egy kogurjói sereget. Ezután ostrom alá veszi Ansan városát, de a makacs védelem és a közelgő tél miatt felhagy az ostrommal és visszatér Kínába.
- Hszüan-cang buddhista szerzetes 16 év után visszatér indiai zarándoklatáról és elkezdi lefordítani a beszerzett szent szövegeket. Úti beszámolója alapján íródott később a klasszikus kínai irodalom egyik legismertebb műve, a Nyugati utazás.

### Japán
- Issi incidens: a kormányzatot irányító Szoga-klán nyíltan fitogtatja hatalmát, már-már uralkodói stílusú palotákat és sírokat építtetnek. Kógjoku császárnő fia, Naka no Óe összeesküvést szervez a Nakatomi klán fejével Szoga no Iruka klánvezető meggyilkolására. Július 10-én Szoga no Iruka diplomáciai jelentést tesz a császárnőnek, amikor Naka no Óe (mivel a támadásra kijelölt fegyveresek végül visszakoztak) maga öli meg Irukát. Iruka apja, Szoga no Emisi bánatában felgyújtja a palotáját és öngyilkosságot követ el; ezzel a Szoga-klán fő ága kihal. Kógjoku császárnő úgy érzi hogy a gyilkossággal beszennyezték és öccse, Kótoku javára lemond a trónról.
- Kótoku Nanivában (ma Ószaka) palotát építtet és Aszukából ide helyezi át az állam székhelyét.
- Kótoku nagyszabású államigazgatási reformokba fog (Taika reform), kínai konfuciánus és legalista alapokon átszervezi a közigazgatást, nyolc tartományra osztja az országot és új fokozatokba sorolja az állami hivatalnokokat. Ezzel kezdődik el az ún. ricurjó jog- és kormányzati rendszer Japánban.

## Születések
- Dzsitó, japán császárnő
- Ecgfrith, northumbriai király
- Æthelred, merciai király

## Fordítás
- Ez a szócikk részben vagy egészben  a(z)   645 című angol Wikipédia-szócikk ezen változatának fordításán alapul.  Az eredeti cikk szerkesztőit annak laptörténete sorolja fel. Ez a jelzés csupán a megfogalmazás eredetét és a szerzői jogokat jelzi, nem szolgál a cikkben szereplő információk forrásmegjelöléseként.